# Flecha Valona 2012
La 76ª edición de la Flecha Valona se disputó el miércoles 18 de abril de 2012, con inicio en Charleroi y final en Huy (con el tradicional final en el muro de Huy), sobre un trazado de 194 kilómetros.
La prueba perteneció al UCI WorldTour 2012.
Participaron 25 equipos (los mismos que en la Amstel Gold Race 2012, excepto los de categoría Profesional Continental del Farnese Vini-Selle Italia y Team Europcar, entrando en su lugar los equipos de la misma categoría del Saur-Sojasun, Team Type 1-Sanofi y Colombia-Coldeportes. Formando así un pelotón de 199 ciclistas (cerca del límite de 200 para carreras profesionales), con 8 corredores cada equipo (excepto el Colombia-Coldeportes que salió con 7), de los que acabaron 143.
El ganador final fue Joaquim Rodríguez, tras atacar a 400 m de meta. Le acompañaron en el podio Michael Albasini (que encabezó un pequeño grupo perseguidor) y Philippe Gilbert, respectivamente.

## Recorrido
El recorrido contó con 11 cotas o puertos puntuables:
| Num | Nombre                      | Kilómetro | Longitud (m) | Pendiente media | Kilómetros a meta |
| --- | --------------------------- | --------- | ------------ | --------------- | ----------------- |
| 1   | Muro de Huy (1.er paso)     | 70,5      | 1.300        | 9,3 %           | 123,5             |
| 2   | Côte de Peu d'Eau           | 110       | 2.700        | 3,9 %           | 84                |
| 3   | Côte de Haut-Bois           | 115,5     | 1.600        | 4,8 %           | 78,5              |
| 4   | Côte de Groynne             | 141       | 2.000        | 3,5 %           | 53                |
| 5   | Côte de Bohisseau           | 147       | 1.300        | 7,6 %           | 47                |
| 6   | Côte de Bousalle            | 150       | 1.700        | 4,9 %           | 44                |
| 7   | Muro de Huy (2.º paso)      | 163       | 1.300        | 9,3 %           | 31                |
| 8   | Côte d'Amay                 | 179,5     | 1.500        | 7,4 %           | 14,5              |
| 9   | Côte de Villers-le-Bouillet | 185,5     | 1.200        | 7,5 %           | 8,5               |
| 10  | Muro de Huy (3.er paso)     | 194       | 1.300        | 9,3 %           | meta              |

## Clasificación final
| Pos. | Ciclista              | Equipo              | Tiempo     |
| ---- | --------------------- | ------------------- | ---------- |
| 1.   | Joaquim Rodríguez     | Katusha             | 4h 45' 41" |
| 2.   | Michael Albasini      | GreenEDGE           | + 4"       |
| 3.   | Philippe Gilbert      | BMC Racing          | m.t.       |
| 4.   | Jelle Vanendert       | Lotto Belisol       | m.t.       |
| 5.   | Robert Kiserlovski    | Astana              | + 7"       |
| 6.   | Daniel Martin         | Garmin-Barracuda    | + 9"       |
| 7.   | Bauke Mollema         | Rabobank            | m.t.       |
| 8.   | Vincenzo Nibali       | Liquigas-Cannondale | m.t.       |
| 9.   | Diego Ulissi          | Lampre-ISD          | m.t.       |
| 10.  | Jurgen Van den Broeck | Lotto Belisol       | + 11"      |